# Pierre-Louis Delaval
Pour les articles homonymes, voir Delaval.
Pierre-Louis Delaval ou de Laval, né le 27 avril 1790 à Paris et mort à Versailles le 25 novembre 1881, est un artiste peintre français de l'école néo-classique.

## Biographie
Pierre-Louis Delaval (dit aussi de Laval), né le 27 avril 1790 à Paris, dans la paroisse Saint-Roch, est le fils de Jeanne-Suzanne Mellin et de son époux, Claude-Alexis de Laval, alors commis de la marine et futur commissaire.
Élève de Girodet-Trioson, Delaval débuta au salon de 1810 par deux tableaux d’histoire qui le firent inclure dans le petit nombre des artistes exemptés de conscription par décret impérial. Imitateur complaisant de son maitre à ses débuts, il manifesta, dans la seconde partie de sa carrière, des qualités de coloriste et de dessinateur qui auraient pu le classer parmi les maitres si elles avaient été développées par un tempérament plus vigoureux.
Delaval a peint surtout l’histoire et les sujets religieux. Les galeries historiques de Versailles lui doivent également de nombreux portraits. Il a obtenu une 2e médaille en 1817.
Le ministère de l'Intérieur lui commande en 1826 le Serment de la Charte, tableau représentant l'un des moments-clés du sacre du roi Charles X du 25 mai 1825. L'ouvrage, aujourd'hui disparu, fut exposé à l'Hôtel de ville de Paris, et eut à subir la concurrence du Sacre de Charles X (Louvre), peint par François Gérard, alors Premier peintre du Roi. L'artiste prit également part à la décoration du château de Compiègne. On peut y voir plusieurs de ses compositions : La Force, La Justice ou encore Orphée et Eurydice.
Il meurt à Versailles le 25 novembre 1881,.

## Œuvres

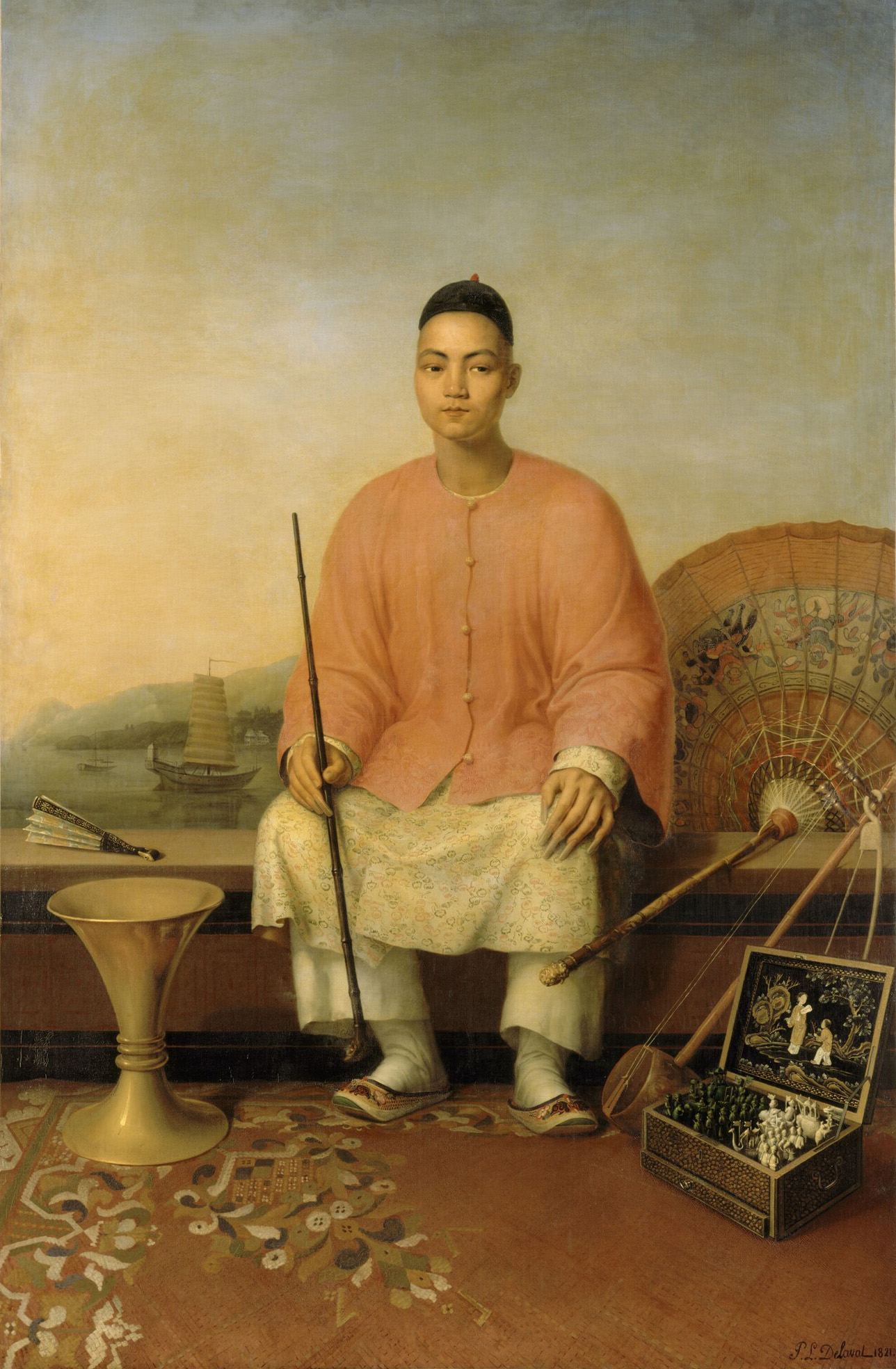
Le Chinois Kan Gao, de Delaval, 1821.

- Sainte Clotilde exhortant Clovis à embrasser la religion chrétienne, 1817, cathédrale Saint-Louis de Versailles ;
- Minerve protégeant les arts, 1819, Grand Trianon ;
- Le Chinois Kan Gao, 1821, Versailles, musée national des châteaux de Versailles et de Trianon ;
- Psyché abandonnée par l’Amour, 1821, musée de Grenoble ;
- L’Adoration de Jésus, 1824, cathédrale de Saint-Malo ;
- Jésus et la Femme adultère, 1824, église Saint-Leu de Paris ;
- La Vierge, 1827, Vannes ;
- Le Serment de Charles X au sacre, 1828.Tableau de dimension colossale.
- Sainte Céline recevant de sainte Geneviève l’habit de son ordre, 1837, cathédrale de Meaux ;
- Saint Louis portant l’oriflamme, 1841, Versailles, musée national des châteaux de Versailles et de Trianon ;
- Portrait d'une dame en noir, 1845, Bowes Museum, Barnard Castle[6],[7].
- La Justice, la Force, figure allégorique, 1849, chambre du roi à Versailles ;

- La Vierge et l’enfant Jésus, église Saint-Philippe-du-Roule ;
- Portrait de l'amiral Bergeret, Bayonne, musée Bonnat
- Portrait du vice-amiral Jean-Baptiste Philibert Willaumez, Versailles, musée National du Château
- Télémaque et Calypso, 1833, Cambrai, musée de Cambrai ; don des Amis du musée de Cambrai. Inv 2020.1.1